# فلويد كاردوز
فلويد كاردوز (بالإنجليزية: Floyd Cardoz)‏ (2 أكتوبر 1960 - 25 مارس 2020) كان طاهيًا أمريكيًا من أصل هندي. ولد في مدينة مومباي. وقد اشتهر بامتلاكه مطاعم باولا وتابلا في مدينة نيويورك، ومدة عمله في هذه المطاعم في منصب الطاهي المنفذ؛ بالإضافة إلى فوزه في برنامج توب شيف ماسترز في عام 2011. تشتهر مطاعمه في نيويورك بخلط ودمج الأطعمة والنكهات والتوابل الهندية مع تقنيات المطبخ الغربي. 
كان كاردوز أيضًا شريكًا في Bombay Sweet Shop (متجر مومباي للحلويات) و O Pedro (اوو بيدرو) و The Bombay Canteen (كانتين مومباي) في الهند وقت وفاته. بدأ كاردوز تدريبه في مسقط رأسه، مومباي، قبل أن ينتقل إلى سويسرا لتعزيز وتقوية مهاراته في الطهي الفرنسي والإيطالي والهندي، وانتقل من بعد ذلك لمدينة نيويورك.  في مانهاتن؛ عمل كاردوز كطباخ تحت إشراف الشيف الشهير جراي كونز؛ في مطعم ليسبيناس الشهير، وانطلق من بعد ذلك لفتح مطاعمه الخاصة. 
كان كاردوز مرشحًا أربع مرات لجائزة جايمس بيرد ومؤلف لكتابين للطهي.
توفي كاردوز من مرض فيروس كورونا 2019 في تاريخ 25 مارس 2020، في مستشفى ماونتنسايد في مونتكلير، نيو جيرسي؛ عن عمر يناهز ال 59 عامًا.  وقد تم نقله إلى المستشفى لتلقي العلاج لمدة أسبوع؛ وكان ذلك بعد سفره من مومباي إلى نيويورك عبر فرانكفورت في تاريخ 8 مارس، حيث أصابه المرض، وكانت نتيجة اختباره موجبة؛ مؤكدة إصابته بالفيروس. 

## الحياة الشخصية
ترك كاردوز وراءه والدته وزوجته برخا؛ التي كانت شريكته في العمل أيضًا. كان اب لابنين، وهما جاستن وبيتر. 

## روابط خارجية
- فلويد كاردوز على موقع IMDb (الإنجليزية)